# Zdeněk
Zdeněk (alternative Schreibweise: Zděnek oder Zdenek) ist ein häufiger tschechischer männlicher Vorname.
Zdeněk ist die tschechische Variante des Namens Sidonius. Die Form Zdenko stammt aus dem Alttschechischen und wird heute bei der Namensgebung nicht mehr angewendet. Dafür ist Zdenko aber ein in Kroatien sehr verbreiteter Name. Die weibliche Form Zdena oder Zdeňka findet man ebenso in Tschechien und Kroatien wieder.

## Verbreitung
In Tschechien gilt die Schreibweise Zdeněk als stark verbreitet, von 1935 bis zum Ende der 1990er Jahre lag der Name jedes Jahr in den Top 20. Seitdem geht seine Beliebtheit zurück. Die Schreibweise Zděnek war von 1935 bis Ende der 1970er Jahre in der Namensgebung anzutreffen, jedoch in einer geringen Anzahl. Die neutrale Schreibform Zdenek belegte bis in die 1970er Jahre einen Platz in den Top 100. Danach ließ die Popularität nach. Im Jahr 2007 belegte der Name Platz 11 der beliebtesten männlichen Vornamen.

Der Name wird in Deutschland, Österreich, England und Nordirland nur sporadisch vergeben. Auch in den nordischen Ländern Dänemark, Norwegen und Schweden kommt der Name nur in einer geringen Anzahl vor.

## Namensträger

### B
- Zdeněk Bakala (* 1961), tschechischer Unternehmer und Mäzen
- Zdeněk Bartoníček (* 1954), tschechoslowakischer Radrennfahrer
- Zdeněk Bažant (Bauingenieur, 1879) (1879–1954), tschechischer Bauingenieur
- Zdeněk Bažant (Ingenieurwissenschaftler) (* 1937), tschechisch-amerikanischer Ingenieurwissenschaftler
- Zdeněk Beneš (* 1952), tschechischer Historiker
- Zdeněk Benáček, tschechoslowakischer Radrennfahrer
- Zdeněk Blatný (* 1981), tschechischer Eishockeyspieler
- Zdeněk Bláha (Drehbuchautor) (1925–1978), tschechischer Drehbuchautor
- Zdeněk Bláha (Musiker) (* 1929), tschechischer Musiker
- Zdeněk Blatný (* 1981), tschechischer Eishockeyspieler
- Zdeněk Burian (1905–1981), tschechischer Zeichner und Grafiker
- Zdeněk Bouček (1924–2011), tschechischer Entomologe und Parasitologe

### C
- Zdeněk Chalabala (1899–1962), tschechischer Dirigent
- Zdeněk Chládek (* 1990), tschechischer Boxer
- Zdeněk Cihlář (* 1973), tschechischer Fußballspieler

### D
- Zdeněk Dohnal (* 1948), tschechoslowakischer Radrennfahrer
- Zdeněk Doležal (* 1931), tschechoslowakischer Eiskunstläufer
- Zdeněk Dvořák (* 1981), tschechischer Mathematiker und Informatiker
- Zdeněk Ďuriš (1964–2020), tschechischer Fußballspieler

### F
- Zdenek Felix (* 1938), tschechisch-deutscher Kurator
- Zdeněk Fibich (1850–1900), böhmischer Komponist
- Zdeněk Fierlinger (1891–1976), tschechoslowakischer Politiker
- Zdeněk Folprecht (1900–1961), böhmischer Komponist

### G
- Zdeněk Grygera (* 1980), tschechischer Fußballspieler
- Zdeněk Gurský (* 1954), tschechischer Musiker und Komponist

### H
- Zdeněk Hasman (* 1938), tschechoslowakischer Radrennfahrer
- Zdeněk Heydušek (1897–1973), tschechischer Tischtennisspieler und -funktionär
- Zdeněk Hoření (1930–2021), tschechoslowakischer Journalist und Politiker
- Zdeněk Horský (1929–1988), tschechischer Historiker und Astronom
- Zdeněk Hřib (* 1981), tschechischer Politiker
- Zdenek Hruban (1921–2011), US-amerikanischer Mediziner
- Zdeněk Hruška (Fußballspieler) (* 1954), tschechischer Fußballspieler und -trainer

### J
- Zdeněk Janík (1923–2022), tschechischer Dichter
- Zdeněk Jánoš (1967–1999), tschechischer Fußballspieler
- Zdeněk Jarkovský (1918–1948), tschechischer Eishockeytorwart
- Zdeněk Jirotka (Schriftsteller) (1911–2003), tschechischer Schriftsteller
- Zdeněk Jiskra (* 1928), tschechischer Onomastiker
- Zdeněk Juračka (1947–2017), tschechischer Gitarrist

### K
- Zdeněk Kalista (1900–1982), tschechischer Historiker, Dichter, Literaturkritiker, Herausgeber und Übersetzer
- Zdeněk Kárník (1931–2011), tschechischer Historiker und Pädagoge
- Zdenek Kiklhorn (* 1956), tschechischer Eishockeyspieler und -trainer
- Zdeněk Klauda (* 1979), tschechischer Komponist und Musikwissenschaftler
- Zdeněk Kolář (* 1996), tschechischer Tennisspieler
- Zdeněk Kopal (1914–1993), tschechischer Astronom
- Zdeněk Koudelka (* 1969), tschechischer Jurist und Politiker
- Zdeněk Kos (* 1951), tschechoslowakischer Basketballspieler
- Zdeněk Košler (1928–1995), tschechischer Dirigent
- Zdeněk Kroča (* 1980), tschechischer Fußballspieler
- Zdeněk Kutlák (* 1980), tschechischer Eishockeyspieler

### L
- Zdeněk z Labouně, tschechischer Gelehrter und Geistlicher
- Zdeněk Liška (1922–1983), tschechoslowakischer Komponist
- Zdeněk Lojda (1927–2004), tschechoslowakischer Pathologe und Histologe
- Zdeněk Lukáš (1928–2007), tschechischer Komponist

### M
- Zdeněk Mácal (1936–2023), tschechischer Dirigent
- Zdeněk Antonín Macků (1943–2006), tschechischer Maler
- Zdeněk Maryška (* 1947), tschechischer Schauspieler
- Zdeněk Matějček (1922–2004), tschechischer Psychologe
- Zdeněk Matějovský (1930–2014), tschechischer Orthopäde und Hochschullehrer
- Zdeněk Matouš (1931–2006), tschechischer Schauspieler und Sänger
- Zdeněk Měřínský (1948–2016), tschechischer Mittelalterarchäologe
- Zdeněk Merta (* 1951), tschechischer Komponist, Pianist und Musikproduzent
- Zdeněk Měšťan (* 1950), tschechischer Sportler und Politiker
- Zdenek Mezl (* 1948), kanadischer Skispringer
- Zdeněk Miler (1921–2011), tschechischer Zeichentrickfilmer
- Zdeněk Mlynář (Politiker) (1930–1997), tschechischer Politiker und Politikwissenschaftler
- Zdeněk Mlynář (Radsportler) (* 1976), tschechischer Cyclocrossfahrer
- Zdeněk Moravec (* 1968), tschechischer Astronom und Astrophysiker
- Zdeněk Musil (* 1964), tschechischer Badmintonspieler

### N
- Zdeněk Nehoda (* 1952), tschechoslowakischer Fußballspieler, Spielervermittler und Jurist
- Zdeněk Nejedlý (1878–1962), tschechischer Politiker und Historiker
- Zdeněk Němeček (Schriftsteller) (1894–1957), tschechischer Schriftsteller
- Zdeněk Novák (1891–1988), tschechoslowakischer Armeegeneral und Widerstandskämpfer

### O
- Zdeněk Ondrášek (* 1988), tschechischer Fußballspieler

### P
- Zdeněk Pecka (1954–2024), tschechoslowakischer Ruderer
- Zdeněk Plech (* 1977), tschechischer Sänger
- Zdeněk Pluhař (1913–1991), tschechischer Schriftsteller
- Zdeněk Podhůrský (* 1959), tschechischer Schauspieler
- Zdeněk Vojtěch Popel von Lobkowitz (1568–1628), böhmischer Politiker, Oberstkanzler von Böhmen
- Zdeněk Pospěch (* 1978), tschechischer Fußballspieler
- Zdeněk Pospíšil (1924–2009), tschechoslowakischer Sprinter
- Zdeněk Pouzar (1932–2023), tschechischer Mykologe
- Zdeněk Procházka (* 1954), tschechischer Herausgeber, Publizist und Fotograf
- Zdeněk Prokeš (1953–2024), tschechoslowakischer Fußballspieler
- Zdeněk Psotka (* 1973), tschechischer Fußballspieler und -trainer
- Zdeněk Pulec (1936–2010), tschechischer Posaunist

### R
- Zdeněk Řehoř (1920–1994), tschechoslowakischer Schauspieler
- Zdeněk Remsa (1928–2019), tschechoslowakischer Skispringer und Skisprungtrainer
- Zdeněk Růžička (1925–2021), tschechoslowakischer Turner
- Zdeněk Rygel (* 1951), tschechischer Fußballspieler

### S
- Zdeněk Šafář (* 1978), tschechischer Freestyle-Skier
- Zdeněk Ščasný (* 1957), tschechischer Fußballspieler und -trainer
- Zdeněk Šenkeřík (* 1980), tschechischer Fußballspieler
- Zdeněk Šesták (* 1925), tschechischer Komponist und Musikwissenschaftler
- Zdeněk Šimek (1927–1970), tschechischer Bildhauer
- Zdeněk Škrland (1914–1996), tschechoslowakischer Kanute
- Zdeněk Škromach (* 1956), tschechischer Politiker
- Zdeněk Smetana (1925–2016), tschechischer Zeichner, Drehbuchautor, Regisseur und Illustrator
- Zdeněk V. Špínar (1916–1995), tschechischer Paläontologe
- Zdeněk Šreiner (1954–2017), tschechischer Fußballspieler
- Zdeněk Štěpánek (1896–1968), tschechischer Schauspieler, Dramatiker, Regisseur und Drehbuchautor
- Zdeněk Konopišťský ze Šternberka (1410–1476), böhmischer Adliger, Diplomat und Politiker
- Zdeněk Strmiska (1925–2009), tschechoslowakisch-französischer Soziologe
- Zdeněk Stromšík (* 1994), tschechischer Leichtathlet
- Zdeněk Štybar (* 1985), tschechischer Radrennfahrer
- Zdeněk Svěrák (* 1936), tschechischer Filmregisseur, Drehbuchautor und Schauspieler
- Zdeněk Svoboda (* 1972), tschechischer Fußballspieler und -trainer
- Zdeněk Sýkora (1920–2011), tschechischer Maler und Bildhauer

### T
- Zdeněk Václav Tobolka (1874–1951), tschechischer Historiker und Politiker
- Zdeněk Trávníček (* 1968), tschechischer Eishockeyspieler
- Zdeněk Troška (* 1953), tschechischer Filmregisseur und Drehbuchautor
- Zdeněk Tvrz (1902–1942), tschechoslowakischer Soldat und Widerstandskämpfer
- Zdeněk Tylšar (1945–2006), tschechischer Hornist

### U
- Zdeněk Urbánek (1917–2008), tschechischer Schriftsteller, Übersetzer und Hochschulpädagoge

### V
- Zdeněk Vaněk (* 1968), tschechischer Handballspieler und -trainer
- Zdeněk Vencl (* 1967), tschechischer Schauspieler
- Zdeněk Veselovský (1928–2006), tschechischer Zoologe
- Zdeněk Vítek (* 1977), tschechischer Biathlet

### Z
- Zdeněk Zelenka (* 1954), tschechischer Drehbuchautor und Regisseur
- Zdeněk Zeman (* 1947), tschechisch-italienischer Fußballtrainer
- Zdeněk Žemla (1883–1927), böhmischer Tennisspieler
- Zdeněk Zikán (1937–2013), tschechoslowakischer Fußballspieler
- Zdeněk Zlámal (* 1985), tschechischer Fußballspieler